# Methanothrix
Methanothrix ist eine Gattung von Archaeen; die Gattung Methanosaeta wird meist als Synonym von Methanothrix betrachtet.
Methanothrix wird mit ihrer Familie Methanosaetaceae (alias Methanotrichaceae)
entweder der Ordnung Methanosarcinales oder einer eigenen Ordnung Methanotrichales (beide Mitglieder der Euryarchaeota) zugeordnet.
Diese Archaeen kommen im Boden vor und von Klärschlämmen bis zu Sedimenten in Hydrothermalquellen.
Wie andere Arten ihrer Familie verstoffwechseln auch die Arten dieser Gattung Acetat als einzige Energiequelle.

## Etymologie
Das Präfix methano- des Gattungsnamens kommt von neulateinisch methanum, deutsch ‚Methan‘, das Suffix -thrix von altgriechisch ϑρίξ thrix, deutsch ‚Haar‘, das Suffix -saeta von lat. saeta, deutsch ‚Borste‘, englisch bristle. Der Name Methanothrix bedeutet also ein Methan produzierendes „Haar“, was auf die von den Bakterien gebildeten Filamente hinweist, der Name Methanosaeta bedeutet analog eine Methan produzierende Borste.
Methanothrix soehngenii wurde zu Ehren von Nicolaas L. Söhngen benannt, Gründer und erster Leiter des Labors für Mikrobiologie der Universität Wageningen, Niederlande.

## Arten
Der Umfang der Gattung Methanothrix war und ist immer noch in der Diskussion (Stand 7. Mai 2022).
Ursprünglich gab es die Tendenz, Spezies (Arten) verschiedener Gattungen in dieser Gattung zusammenzufassen, und etwa die Gattung Methanosaeta als Synonym aufzufassen; dieser Ansatz liegt folgenden Quellen zugrunde:
L – List of Prokaryotic names with Standing in Nomenclature (LPSN)
N – National Center for Biotechnology Information Taxonomy Browser (NCBI)
Kurzübersicht von in diesen beiden Quellen genannten Spezies:
Familie Methanotrichaceae alias Methanosaetaceae
- Gattung Methanothrix alias Methanosaeta[10]
  - Spezies Methanothrix harundinacea
  - Spezies Candidatus Methanothrix paradoxa
  - Spezies „Methanothrix pelagica“ alias „Methanosaeta pelagica“[11][12][13]
  - Spezies Methanothrix soehngenii alias Methanosaeta concilii – Typusspezies
  - Spezies Methanothrix thermoacetophila
  - weitere vorgeschlagene Spezies mit vorläufigen Bezeichnungen…[14]

Neuere Ansätze versuchen, die genetischen Unterschiede besser zu berücksichtigen und splitten die Gattung Methanothrix innerhalb ihrer Familie wieder auf (siehe Lumper und Splitter);
in der nachstehenden ausführlichen Liste (Stand 7. Mai 2022) wurde nach diesem Ansatz vorrangig folgende Quelle zugrunde gelegt:
G – Genome Taxonomy Database (GBDB)
In der FTDB werden dabei auch Spezies im taxonomischen Rang zu Gattungen hochgestuft (und analog Stämme zu Spezies).
Beispielsweise ist die Spezies Methanothrix harundinacea hochgestuft zu einer Gattung mit der vorläufigen Bezeichnung Methanothrix_A.
Die Spezies Methanothrix pelagica (alias Methanosaeta pelagica) ist zwar (wie auch der M. pelagica sehr nahestehende Vertreter Uncultured archaeon clone 7F07 from hydrothermal sediment) in der GTDB weder mit Stämmen noch mit GenBank-Zugriffsnummern vertreten; können aber wegen der sehr nahen Verwandtschaft
dieser Gattung ebenfalls zugeordnet werden. Die Spezies Ca. Methanothrix paradoxa scheint ebenfalls in der GTDB nicht gelistet, es bleibt fraglich, ob diese ebenfalls einer der neuen Gattungen zuzuordnen ist.
Familie Methanotrichaceae (G) Oren 2014 (L,N) bzw. Akinyemi et al. 2021 (L,N), mit Synonym Methanosaetaceae Boone et al. 2002 (L,N)
- Gattung: Methanothrix Huser et al. 1983, synonym: Methanosaeta Patel & Sprott 1990,[2] mit Schreibvariante Methanisaeta
  - Spezies Methanothrix soehngenii Huser et al. 1983 (Typus), mit Synonymen:
Methanothrix concilii Patel 1985 (L)
Methanosaeta concilii (Patel 1985) Patel & Sprott 1990 (L,N), mit Schreibvariante:
Methanisaeta concilii (N); laut GTDB gehören ebenfalls zu dieser Spezies:
Methanosaeta sp. UBA70 (N)
Methanosaeta sp. UBA243 (N)
Methanosaeta sp. UBA332 (N)
Methanosaeta sp. UBA356 (N)
Methanosaeta sp. UBA372 (N)
Methanosaeta sp. UBA458 (N)
Methanosarcinales archaeon Methan_04 (N)
  - Spezies Methanothrix sp002067365 (G), mit Synonym:
Methanosaeta sp. PtaU1.Bin060 (N)
  - Spezies Methanothrix sp002067705 (G), mit Synonym:
Methanosaeta sp. PtaU1.Bin112 (N)
  - Spezies Methanothrix sp002067755 (G), mit Synonymen:
Methanosaeta sp. PtaU1.Bin016 (N),
Methanosaeta sp. PtaB.Bin018 (N)
  - Spezies Methanothrix sp002256595 (G), mit Synonymen:
Methanosaeta sp. NSM2 (N)
Methanosaeta sp. NSP1 (N)
  - Spezies Methanothrix sp002505805 (G), mit Synonym:
Methanosaeta sp. UBA80 (N)
  - Spezies Methanothrix sp003857025 (G)
  - Spezies Methanothrix sp0l1391755 (G)
  - Spezies Methanothrix sp011620785 (G), mit Synonym:
Methanosaeta sp. UBA533 (N)
  - Spezies Methanothrix sp012798025 (G)
  - Spezies Methanothrix sp016706325 (G)
  - Spezies Methanothrix sp016927055 (G)
  - Spezies Methanothrix sp017994055 (G)
  - Spezies Methanothrix sp018052825 (G)
  - Spezies Methanothrix sp902385025 (G)
  - Spezies Methanothrix sp903871465 (G)
  - Spezies Candidatus Methanothrix paradoxa corrig. Angle et al. 2017 (L), mit Schreibvariante:
Ca. Methanothrix paradoxum Angle et al. 2017 (L) – Referenzstamm M[A 1][15]

- Gattung: Methanothrix_A (G) – in der GTDB hochgestufte bisherige Spezies Methanothrix harundinacea (Ma et al. 2006) Akinyemi et al. 2021 (L,N) alias Methanosaeta harundinacea Ma et al. 2006 (N)
  - Spezies Methanothrix_A harundinacea_A (G)
  - Spezies Methanothrix_A harundinacea_B (G)
  - Spezies Methanothrix_A harundinacea_B (G)
  - Spezies Methanothrix_A harundinacea_E (G), mit Synonymen:
Methanosaeta sp. 6Ac (N)
Methanosarcinales archaeon Methan_02 (N)
  - Spezies Methanothrix_A sp001602645 (G), mit Synonymen:
Methanosaeta sp. PtaB.Bin087 (N)
Methanosaeta sp. PtaU1.Bin055 (N)
Methanosarcinales archaeon Methan_01 (N)
  - Spezies Methanothrix_A sp9297u (N), mit Synonym:
Methanotrichaceae archaeon isolate UBA9297[16]
  - Spezies „Methanosaeta pelagica“ Mori et al. 2012[11][6][A 2] mit Synonym:
„Methanothrix pelagica“,[12][13] inklusive:
Methanosaeta sp. 03d30q – Referenzstamm 03d30qT (Genbank AB679167)[11]
  - Spezies Uncultured archaeon clone 7F07 from hydrothermal sediment[A 2] (Genbank AY835417)[6]
  - Spezies Methanosaeta sp. 8Ac (N), mit Synonym:
Methanosaeta harundinacea 8Ac (N)[A 3] (Genbank AY970348, AY817738)

- Gattung: Methanothrix_B (G) – in der GTDB hochgestufte bisherige Spezies Methanothrix thermoacetophila corrig. Nozhevnikova & Chudina 1988 (L), mit Schreibvarianten Methanothrix thermoacetophilia Nozhevnikova & Chudina 1988 (L) und Methanothrix thermophila Kamagata et al. 1992 (L)
  - Spezies Methanothrix_B thermoacetophila (G), bisher:
Methanosaeta thermoacetophila (Nozhevnikova & Chudina 1988) Patel & Sprott 1990 (N)
Methanothrix thermoacetophila corrig. Nozhevnikova & Chudina 1988 (L,N), mit Schreibvarianten:
Methanothrix thermoacetophilia Nozhevnikova & Chudina 1988 (L,N)
Methanothrix thermophila Kamagata et al. 1992 (L) – mit Stämmen:
    - DSM:4774 alias Z-517 (N) und VKM:B-1831
    - PT alias DSM 6194 (N) und GCF_000014945.1 (G)
    - MAG-11 alias GCA_014361255.1 (G)
    - Ch96 alias GCA_013177915.1 (G)

- Gattung: g__ 6UBA204 (G)
  - Spezies UBA204 sp002501765 (G), mit Synonym:
Methanosaeta sp. UBA204 (N)

- Gattung: g__UBA114 (G)
  - Spezies UBA114 sp002506335 (G), mit Synonym:
Methanosaeta sp. UBA114 (N)

- Gattung: g__MVQI01 (G)
  - Spezies MVQI01 sp002067795 (G), mit Synonym:
Methanosaeta sp. PtaB.Bin039 (N)

Verschiebungen (L,N):
- Gattung Methanocella zu Familie Methanocellaceae (Ordnung Methanocellales, ebenfalls Euryarchaeota)
  - Spezies: Methanocella arvoryzae, M. conradii, M. paludicola

## Methanosaeta concilii
Methanosaeta concilii wurde beschrieben als eine Spezies der diskutierten Gattung Methanosaeta, obligat anaerob, gramnegativ und unbeweglich (nicht motil).
Die Zellen sind stäbchenförmig mit flachen Enden und haben eine Länge von 2,5 bis 6,0 μm. Sie sind von einer kreuzgestreiften Hülle umgeben. Der Referenzstamm ist GP6 (alias DSM 3671, OGC 69, NRC 2989 und ATCC 35969), sein Genom wurde 2011 sequenziert.
Methanosaeta gilt meist als Synonym für Methanothrix und Methanosaeta concilii als Synonym für Methanothrix soehngenii.

## Methanothrix soehngenii
Methanothrix soehngenii wurde beschrieben als eine Art methanogener Archaeen. Die Zellen sind unbeweglich, nicht sporenbildend, stäbchenförmig (0,8 × 2 μm) und normalerweise in langen Fäden aneinandergereiht, die von einer hüllenartigen Struktur umgeben sind.
Ebenso wie die anderen Mitglieder der Gattung kann Methanothrix soehngenii im Gegensatz zu anderen methanogenen Archaeen alleine kein Methan (CH4) erzeugen, indem es Kohlendioxid (CO2) mit Wasserstoff reduziert; seine einzige Energiequelle ist Acetat (H3C–COO−).
Das tRNAAla-Gen von Methanothrix soehngenii unterscheidet sich von denen anderer Archaeen dadurch, dass es für ein terminales CCA 3′ (3′-CCA-Ende, en. a terminal CCA 3′, 3′-CCA end)
kodiert.

## Bedeutung
Methanosaeta-Arten gehören zu den aktivsten Methanogenen in Feuchtgebieten und produzieren eine große Menge Methan (CH4) auf der Erde.
Das Erzeugung von Methan hat sowohl positive als auch negative Aspekte.
Einerseits ist Methan als Treibhausgas 20-mal wirksamer als Kohlendioxid (CO2) und trägt somit in zunehmendem Maße zur globalen Erwärmung bei.
Andererseits kann Methan als Bioenergie genutzt werden, um von der großflächigen Nutzung fossiler Brennstoffe zur großflächigen Nutzung von Bioenergie überzugehen und so die Treibhausgasemissionen zu verringern.
Beispielsweise leben diese Archaeen im Klärschlamm von Kläranlagen und sind dort beteiligt an der Biogaserzeugung.
Wissenschaftler der UMass Amherst entdeckten, dass Archaeen dieser Gattung außerdem die Fähigkeit besitzen, zusammen mit anderen Mikroorganismen Kohlendioxid zu Methan zu reduzieren, indem sie mit diesen eine elektrische Verbindungen eingehen, was weitere Anwendungsmöglichkeiten eröffnet.

## Opfer räuberischer Bakterien
Methanosaeta-Archaeen sind Beute räuberischer Bakterien der Spezies „Candidatus Velamenicoccus archaeovorus“ (alias OP3 LiM, Phylum Ca. Omnitrophica aus der PVC-Gruppe). Dieses Bakterium enthält in seiner Zellwand ein Protein, das an seiner Oberfläche Domänen zeigt, die anscheinend die Hülle der Beutearchaeen enzymatisch auflösen können.
Eine Kontamination der Kulturen zur Biogasherstellung mit „Ca. V. archaeovorus“ wird als mögliche Ursache der Erkrankung dieser Archaeen angesehen und ist daher von nicht unwesentlicher wirtschaftlicher Bedeutung.